# Голливуд
Голливу́д (англ. Hollywood, английское произношение: [/ˈhɒl.i.wʊd/]; holly «падуб» + wood «лес») — район Лос-Анджелеса, расположенный к северо-западу от центра города, в штате Калифорния. Традиционно Голливуд ассоциируется с американской киноиндустрией, поскольку в этом районе находится много киностудий и живут многие известные киноактёры.
В Голливуде находится известная на весь мир аллея славы — тротуары на Голливудском бульваре и Вайн-стрит, в которые вложено более 2500 пятиконечных звёзд с именами знаменитостей, внёсших большой вклад в развитие индустрии развлечений — музыки, кино и телевидения.
Благодаря всемирной славе и культурной идентичности как исторический центр киностудий и кинозвёзд, слово «Голливуд» часто используется как метонимия для Американской киноиндустрии. Название «город мишуры» (англ. «Tinseltown») используется для подчёркивания негативного или насмешливого отношения к Голливуду.
Сегодня большая часть киноиндустрии рассредоточена вокруг Голливуда и в пригородах Лос-Анджелеса, таких как Вестсайд, Юниверсал-Сити, Студио-Сити, Бербанк, Глендейл и долина Сан-Фернандо, но значительная часть вспомогательной индустрии, такой как монтаж, эффекты, реквизиты, окончательный монтаж и освещение, остаётся в Голливуде, а также натурная съёмочная площадка «Paramount Pictures».
Многие исторические театры Голливуда используются как место действий и концертные сцены для премьеры основных показов отснятой постановки, а также как место для награждения Американской киноакадемии. Это популярное место для ночной жизни и туризма, а также дом Голливудской Аллеи славы. Хотя для Лос-Анджелеса не является типичным создавать особенные границы для районов или кварталов, Голливуд — это исключение. 16 февраля 2005 года Ассамблея членов городского совета Голдберга и Кореца внесла законопроект с требованием, чтобы Калифорния зарегистрировала независимость Голливуда. Для этого были определены границы. Этот законопроект был поддержан Голливудской торговой палатой и Городским советом Лос-Анджелеса. Законопроект 588 Ассамблеи был принят губернатором Арнольдом Шварценеггером 28 августа 2006 года и теперь у района Голливуд есть официальные границы. Границу приблизительно можно описать следующим образом — восток Беверли Хиллз и Западный Голливуд, юг Малхолланд Драйв, Лавровый Каньон, Бульвар Кахуенга, и Бульвар Бархам, а также города Бербанк и Глендейл, север Проспекта Мелроуз и запад магистрали Голден Стэйт и Проспект Гиперион. Сюда входят также парк Гриффит и Лос-Фелиц — два района, которые многие лосанджелессцы считают отдельными от Голливуда. Население округа, включая Лос-Фелиц, согласно переписи в 2022 году, составляло 168 983 человека и средний доход населения составлял 69 232 $ в 2021 году.
Голливуд входит в состав Лос-Анджелеса и не имеет собственного муниципалитета, но выбирает официальную Торговую палату, которая выступает на официальных церемониях в качестве почётного «мэра Голливуда». Джонни Грант занимал этот пост несколько десятков лет вплоть до своей смерти 9 января 2008 года.

## История
В 1853 году одна глинобитная хижина стояла на месте, которое стало Голливудом. До 1870 года в этой области процветало сельское хозяйство и выращивание зерновых. Популярная в Голливуде этимология гласит, что название «Голливуд» происходит из богатых запасов родного Тойона или «Калифорнийского падуба», которые покрывают склоны гроздьями ягод каждую зиму. Но этот факт, и соответственно, ссылки на происхождение названия, относятся к завезённым падубам, которые тогда росли в этом районе, и не доказаны.
Название Голливуд было введено Гобартом Джонстоуном Уитли, отцом Голливуда. Со своей женой, Гиди, они встретились с этим названием[что?] во время своего медового месяца в 1886 году, согласно мемуарам Маргарет Вирджинии Уитли. Название «Голливуд» использовалось Г. Г. Уилкоксом, когда он размечал свои 160 акров фермы в 1887 году. Он позаимствовал название у своего соседа Ивара Вейда и хотел быть первым, кто запишет это название. До 1900 года община, тогда называвшаяся Кахуэнга, имела почту, газету, отель и два рынка, а население её составляло 500 человек. Лос-Анджелес, население которого на то время было 100 000 человек, располагался в 16 км к востоку, за цитрусовыми рощами. Одна колея для трамвая была проложена вниз по Проспект-авеню, но услуги были нечастыми и поездка занимала два часа. Старая цитрусовая консервная фабрика была преобразована в извозчий двор, с целью улучшения транспортной ситуации для жителей Голливуда.
Первая часть известного отеля Голливуд — первого главного отеля в Голливуде — была открыта в 1902 году Г. Дж. Уитли, президентом Бульвара Лос-Пасифик и Компании Развития, главным акционером которой он являлся. Уитли хотел продать местные владения среди лимонных ранчо, которые тогда тянулись вдоль холма. С запада примыкая к Хайланд-авеню, сами строения выходили на Проспект-авеню. Всё ещё пыльная, немощёная дорога постоянно смещалась и подсыпалась гравием. Компания Уитли открыла и развила первый жилой квартал Оушен Вью Трэкт (англ. Ocean View Tract).
Голливуд был зарегистрирован как муниципалитет в 1903 году. В статусе города был пункт, запрещающий продажу ликёра кроме как фармацевтами, а также пункт, запрещающий прогонять крупный рогатый скот улицами стадами более двухсот. В 1904 году был запущен новый трамвайный вагончик, курсирующий из Лос-Анджелеса до Голливуда вверх по Проспект-авеню. Система называлась «Бульвар Голливуд». Она значительно уменьшала время путешествия в Лос-Анджелес и обратно.
До 1910 года по причине набирающей обороты борьбы за качественное водоснабжение горожане проголосовали за то, чтобы присоединить Голливуд к городу Лос-Анджелесу, так как водная система растущего города открывала акведук Лос-Анджелес и перекачивала воду из реки Оуэнс в одноимённую долину. Другой причиной для такого голосования стало то, что Голливуду требовался доступ к дренажной системе канализации Лос-Анджелеса. После присоединения название Проспект-авеню изменили на бульвар Голливуд и поменялись все номера на улицах нового района. Например, Проспект-авеню 100 на Авеню-Вермонт стал Бульвар Голливуд 6400; а Бульвар Чахуэнга 100 на Бульваре Голливуд стал Бульвар Чахуэнга 1700.

### Киноиндустрия
Кинопроизводство на территории Лос-Анджелеса предшествовало кинопроизводству в Голливуде. Компания Биограф сняла короткий фильм «Смелое ограбление в Южной Калифорнии» в Лос-Анджелесе в 1906. Первая студия на территории Лос-Анджелеса была основана «Selig Polyscope Company» в Эдиндэйл, с началом строительства в августе 1909.
В начале 1910 «Компания Биограф» послала директора Д. У. Гриффита с его труппой, состоящей из актёров Бланш Свит, Лиллиан Гиш, Мэри Пикфорд, Лайонел Берримор и других на западный берег. Они начали съёмки на свободном участке в деловой части города. Компания решила осмотреть новые территории и проехала пять миль (8 км) на север до маленького поселения Голливуд, которое было привлекательным и с радушием приняло компанию, снимающую у них фильм. Тогда Гриффит снял самый первый фильм в Голливуде под названием «В старой Калифорнии» — мелодрама с действием на территории мексиканской провинции Калифорнии в 1800-х. Компания кинематографов оставалась там несколько месяцев и сняла несколько фильмов до возвращения в Нью-Йорк.
Первая студия в Голливуде была основана компанией Кентавр, находящейся в Нью-Джерси, которая хотела снимать вестерны в Калифорнии. Они арендовали заброшенную придорожную закусочную на 6121 Бульвар Сансет на углу Гоуэр-стрит и переделали её в киностудию в октябре 1911, назвав её «Студия Нестор» в честь западной ветки своей компании. Позже здание стало «Кинолабораторией Голливуда», которая сейчас называется «Hollywood Digital Laboratory». Первый полнометражный художественный фильм, снятый непосредственно на студии Голливуд — «Муж индианки» (1914), созданный Сесил Б. Де Милльем и Оскаром Апфелем. Художественные фильмы, созданные в Лос-Анджелесе до «Мужа индианки» — это фильмы «От заката до рассвета» (1913) и «Морской волк» (1913).
У четырёх основных кинокомпаний «Paramount», «Warner Bros.», «RKO Pictures» и «Columbia» были студии в Голливуде, а также и у нескольких более мелких компаний.

### 1920—1940
К 1921 году Голливуд стал всемирно известным как центр киноиндустрии Соединённых Штатов. Начиная с 1920-х до 1940-х годов большая часть транспорта в Голливуд и обратно проходила с помощью «красных вагонов» компании «Pacific Electric Railway».

### Современный Голливуд
22 января 1947 года начала свою работу первая коммерческая телевизионная станция на Западе. В начале 1950-х была построена известная автомагистраль Голливуд от четырёхуровневой транспортной развязки в центре Лос-Анджелеса, мимо Голливуд-боул, до Кагуэнга Пасс и в долину Сан-Фернандо. В те дни по рельсам на разделительной полосе этой дороги ездили трамвайчики.
Известное здание «Capitol Records» на улице Вайн-стрит на север от Бульвара Голливуд было построено в 1956. В здании находятся офисы и записывающие студии, которые закрыты для публики, но его круглый дизайн выглядит как стопка из 180-мм виниловых пластинок.
Сейчас заброшенный участок на углу Бульвара Голливуд и Серрано-авеню когда-то был блистательной Голливудской профессиональной школой, выпускников которой можно считать местными «именами» в списке «Кто есть кто» в Голливуде. Один из этих детей присутствовал на «прощальной» вечеринке при памятном скреплении капсулы времени, спрятанной на участке.
Голливудская аллея славы была основана в 1958 году в честь артистов, работающих в развлекательной индустрии. Награждаемые получают звезду на основании достижений в карьере в киноиндустрии, театральном искусстве, радио, телевидении, и/или музыке, а также их вкладов в благотворительность.
В 1985 году бульвар Голливуд как коммерческий и развлекательный район был официально занесён в Национальный реестр исторических мест США для защиты важных сооружений и уверенности, что выдающееся прошлое Голливуда всегда будет оставаться частью его будущего.
В июне 1999 года произошло долгожданное расширение Голливуда — метрополитен Лос-Анджелеса, красная линия для быстрого транзита, которая проходила от центра Лос-Анджелеса до долины Сан-Фернандо, с остановками вдоль Бульвара Голливуд на Западной авеню, Вайн-стрит и Хайланд-авеню.
Театр Кодак, который открылся на Бульваре Голливуд в 2001 году, исторически был отель Голливуд, который потом стал новым домом для «Оскара».
В то время как кинопроизводство до сих пор сконцентрировано в районе Голливуда, большинство студий находится в районе Лос-Анджелеса. «Paramount Pictures» — единственная главная студия, которая физически всё ещё находится в Голливуде. Другие студии в районе, включая вышеупомянутую студию «Jim Henson» (раньше «Chaplin») — это «Sunset Gower Studios» и «Raleigh Studios».
Так как Голливуд и окрестности Лос-Фелиц были изначально местами для развития первых телевизионных станций в Лос-Анджелесе, то сейчас большинство из них переехало в другие места в пределах достигаемости метрополитена. «KNBC» начали свой переезд ещё в 1962 году, когда они переехали из бывшей студии «NBC Radio City Studios», которая находилась на северном углу Бульвара Сансет и Вайн-стрит, в «NBC Studios в Бербанке».
«KTTV» в 1996 году переехала из своего бывшего дома на площади Метромедиа в блоке 5700 на Бульваре Сансет на Банди-драйв в западной части Лос-Анджелеса. «KABC-TV» переехала из офиса в «ABC Television Center» (сейчас «The Prospect Studios») на юге Голливуда в Глендейл в 2000 году, хотя лос-анджелесское бюро «ABC News» до сих пор находится на Проспекте. После того, как её купила студия «20th Century Fox» в 2001 году, «KCOP» покинула свой старый дом в блоке 900 на авеню Ла Бре, чтобы присоединиться к «KTTV» в районе Фокс. Дуополия «KCBS-TV» и «KCAL-TV», которая принадлежит корпорации «CBS», переехала со своей резиденции на площади CBS Columbia, в блоке 6100 на Бульваре Сансет в новое здание в «CBS Studio Center» в Studio City. «KTLA», находящаяся в блоке 5800 на Бульваре Сансет, а также «KCET», в блоке 4400 на Бульваре Сансет — это последние вещательные компании (телевизионные или радио) с голливудскими адресами.
Плюс ко всему Голливуд когда-то служил домом почти для каждой радиостанции в Лос-Анджелесе, которые сейчас переехали в другие районы. «KNX» — последняя студия, которая вещала из Голливуда и потом из здания на площади CBS Columbia переехала в студию на Миракл Майл в 2005 году.
В 2002 году жители Голливуда начали кампанию за отсоединение района от Лос-Анджелеса и получения, как это было сто лет назад, статуса объединённого муниципалитета. Приверженцы отделения считают, что потребности их района игнорировались руководителями Лос-Анджелеса. В июне того же года Окружной Совет Лос-Анджелеса объявил референдум об отделении как Голливуда, так и долины Сан-Фернандо, выставив это решение на всеобщее голосование. Чтобы решение было принято, ему необходимо было получить одобрение большинства избирателей предполагаемого нового муниципалитета, а также большинства избирателей всего Лос-Анджелеса. В выборах в ноябре оба референдума приняты большинством избирателей не были.
Голливуд управляется несколькими соседними Советами, включая Объединённый Окружной совет Голливуда (HUNC) и Окружной Совет Района Студий Голливуд. Эти две группы являются частью сети окружных советов, сертифицированных Департаментом Лос-Анджелеса по Развитию округов, или DONE. Окружные советы подают совещательные голоса по таким вопросам как разделение, планирование и другие общественные вопросы. Члены совета выбираются структурами, к которым, как правило, относятся все, кто работает, имеет собственность или принадлежит к организации в рамках границ совета.

### Возрождение
После долгих лет серьёзного спада, когда многим Голливудским участкам угрожало разрушение, сегодня[когда?] Голливуд переживает быструю джентрификацию и возрождение с целью уплотнить городское население. Многие проекты уже закончены, сконцентрировавшись на Бульваре Голливуд. Комплекс «Голливуд и Хайланд» (со стороны театра Кодак), были главным катализатором реконструкции территории. Многочисленные фешенебельные бары, ночные клубы и торговые центры, открывшиеся на Бульваре или в его окрестностях, тоже помогли вернуть Голливуду статус центра ночной жизни Лос-Анджелеса. Многие старые здания стали лофтами и жилыми домами, Космо Лофт — первый жилой/рабочий лофт на территории Голливуда. Отель «A W» сейчас[когда?] реконструируется на перекрёстке Голливуд и Вайн.

## Микрорайоны Голливуда
- Бичвуд-Кэньон
- Кахуэнга-Пасс
- Нижний Голливуд
- Голливуд-Хиллс
- Голливуд-Хайтс
- Лорел-Кэньон
- Маунт-Олимпус
- Николс-Кэньон
- Аутпост-Эстейтс
- Сансет-Хиллс
- Восточный Голливуд
- Маленькая Армения[5]
- Тай-Таун
- Вирджил-Виллидж
- Округ Мелроуз
- Мелроуз-Хилл
- Сьерра-Виста
- Сполдинг-сквер
- Юкка-Корридор

## Местное управление

### Политическая жизнь
Большая часть окрестностей Голливуда, включающая Бульвар Голливуд и Бульвар Сансет, приходится на 13-й район города Лос-Анджелес. Последние члены совета: Майкл Ву: 1985—1993 Джеки Голдберг: 1994—2000 Эрик Гарсетти: 2000 — до этого времени.

### Возрождение города
Городское учреждение, которое инициирует возрождение города в рамках Проекта реконструкции Голливуда — это Общество реконструкции Лос-Анджелеса, расположенное в Голубом Доме на Бульваре Сансет 6244, № 2206, Голливуд, CA 90028.

## Население
Согласно данным переписи населения 2000 года, в Голливуде насчитывалось 167 664 жителя. Расовый состав населения города был таков: 42,82 % белые, 4,48 % негры, 0,68 % индейцы, 8,98 % азиаты, 0,12 % — представители коренного населения островов Тихого океана, 22,23 % — представители иных рас. 39,43 % населения определяли своё происхождение как испанское (латиноамериканское).
Голливуд является одним из старейших центров армянской диаспоры в мире. Первые армяне сюда попали в 1880-х годах из Османской империи, далее их число возросло после геноцида армян в 1915 году. В 1979—1980 годах община увеличилась за счёт 9500 армян, приехавших главным образом из Ливана, с октября 1987 года по март 1988 года, 2000 армян из СССР переехали жить в Голливуд. В 1989 году 3000 армян из Ирана и 12 000 армян из Ливана также обосновались в Голливуде. С распадом СССР в 1991 году в Голливуд хлынул новый поток армянской иммиграции, но уже из самой Армении. Сегодня в Голливуде живут до 50 000 армяноамериканцев, что составляет около 25 % населения Голливуда и живут главным образом в Восточном и Северном Голливуде, где составляют большинство населения. В Восточном Голливуде также имеется район Маленькая Армения, являющийся одним из центров армянской диаспоры Лос-Анджелеса.
Средний годовой доход на душу населения составлял в 2000 году 26 119 $.

## Наука и Голливуд
В 2008 году национальная Академия Наук США (англ. National Academy of Sciences) объявила о создании уникального проекта. Вероятно, впервые в истории мирового кинематографа образовывается специальная группа учёных, которые будут на постоянной основе консультировать сценаристов и режиссёров голливудских фильмов. Их главной задачей станет придание научного правдоподобия новым кинолентам.

## Достопримечательности
- Capitol Records
- Голливудская «Аллея славы»
- Музей Голливуда
- Знак Голливуда
- Театр «Долби» (ранее известен под названием «Кодак»)
- Отель Hollywood Roosevelt
- Водохранилище Холливуд